# Chinesisches Museum für Medizingeschichte
Das Chinesische Museum für Medizingeschichte (Zhongguo yishi bowuguan 中国医史博物馆) ist ein nationales Museum für Medizingeschichte in der chinesischen Hauptstadt Peking. Es befindet sich im Stadtbezirk Dongcheng. Es wurde 1982 eröffnet. Sein Vorgänger war das Zhongyi yanjiuyuan yíshi yanjiuzhi 中医研究院医史研究室. Das Museum beherbergt über 3.000 Exponate.